# Arimaa
Arimaa is een bordspel ontwikkeld door Omar Syed nadat de schaakcomputer Deep Blue van IBM wereldkampioen Garry Kasparov had verslagen. De bedoeling was een spel te ontwikkelen dat tegelijk heel eenvoudige spelregels had, doch moeilijk door een computer te beheersen was.

## Speelstukken
De ene speler speelt met gouden stukken; de andere met zilveren.
Elke speler heeft 16 stukken (gerangschikt van sterk naar zwak):
- 1 olifant
- 1 kameel
- 2 paarden
- 2 honden
- 2 katten
- 8 konijnen

## Regels
Arimaa wordt gespeeld op een bord van 8 op 8 met vier "valkuil"-vakken. Sterkere stukken kunnen zwakkere stukken duwen of trekken, en zwakkere stukken worden door sterkere stukken bevroren. Stukken kunnen genomen worden van de tegenstander door ze op een valkuilvak te isoleren zonder aangrenzende stukken van de eigen kleur. Er zijn drie manieren om het spel te winnen:
1. Een konijn naar de 8e rij brengen voor de gouden speler of naar de 1e rij voor de zilveren speler.
2. Alle konijnen van de tegenstander vangen.
3. Zorgen dat de tegenstander geen zet meer kan doen.

## Trivia
Het spel was bedoeld zo eenvoudig te zijn dat ook kleine kinderen het konden spelen. Als naam voor het spel koos Syed daarom de naam van zijn zoon Aamir, maar achterstevoren gespeld.